# Günter Haritz
Günther Haritz (Heidelberg, 16 oktober 1948) is een Duits voormalig wielrenner.
Haritz won tijdens de Olympische Zomerspelen 1972 in eigen land samen met zijn ploeggenoten de gouden medaille op de ploegenachtervolging.

## Resultaten
| Jaar | WK                   | Olympische Zomerspelen |
| ---- | -------------------- | ---------------------- |
| 1970 | ploegenachtervolging |                        |
| 1971 | ploegenachtervolging |                        |
| 1972 |                      | ploegenachtervolging   |
| 1973 | ploegenachtervolging |                        |

1908: Jones, Kingsbury, Meredith, Payne ·
1920: Magnani, Carli, Ferrario, Giorgetti ·
1924: De Martini, Dinale, Menegazzi, Zucchetti ·
1928: Facciani, Gaioni, Lusiani, Tasselli ·
1932: Pedretti, Borsari, Cimatti, Ghilardi ·
1936: Nizerhy, Charpentier, Goujon, Lapébie ·
1948: Decanali, Adam, Blusson, Coste ·
1952: Morettini, Campana, de Rossi, Messina ·
1956: Gasparella, Domenicali, Faggin, Gandini ·
1960: Vigna, Arienti, Testa, Vallotto ·
1964: Streng, Claesges, Henrichs, Link ·
1968: Lyngemark, Olsen, Asmussen, Jensen ·
1972: Schumacher, Colombo, Haritz, Hempel ·
1976: Vonhof, Braun, Lutz, Schumacher ·
1980: Manakov, Movtsjan, Ossokin, Petrakov ·
1984: Grenda, Turtur, Nichols, Woods ·
1988: Jekimov, Kasputis, Neljoebin, Oemaras ·
1992: Fulst, Glöckner, Lehmann, Steinweg ·
1996: Capelle, Ermenault, Monin, Moreau ·
2000: Fulst, Bartko, Becke, Lehmann ·
2004: Brown, McGee, Lancaster, Roberts ·
2008: Clancy, Manning, Thomas, Wiggins · 
2012: Burke, Clancy, Kennaugh, Thomas · 
2016: Burke, Clancy, Doull, Wiggins · 
2020: Consonni, Ganna, Lamon, Milan · 
2024:  Bleddyn, Welsford, Leahy, O'Brien
Wielerploegen van Günter Haritz
Atkins ·
Barras ·
van Beers ·
Bracke ·
Cary ·
Haritz ·
van den Hoek ·
Hordijk · 
van der Leeuw ·
Lloyd ·
Pijnen ·
Pronk ·
Raas ·
Rompelberg ·
Schuiten ·
Sels ·
Sterk · 
Tabak ·
Thurau ·
Van der Helst · 
de Waal
Cary ·
De Cauwer ·
van Dongen ·
Haritz ·
van den Hoek ·
Hoogendoorn ·
Karstens · 
J. van Katwijk ·
P. van Katwijk ·
Knetemann ·
Kuiper  ·
Lloyd ·
Pijnen ·
Pronk ·
Raas ·
Thurau ·
Van der Helst
Bauwens ·
De Cauwer ·
Haritz ·
van den Hoek ·
Karstens · 
van Katwijk ·
Knetemann ·
Kuiper ·
Lubberding ·
Nickson ·
Pijnen ·
Pronk ·
Thurau
De Bal ·
Delcroix ·
Dierickx ·
Godefroot ·
Haritz ·
Hoste ·
Jacobs ·
L. Peeters ·
W. Peeters ·
Pevenage ·
Pronk ·
Renier ·
Thurau ·
Van de Poel ·
Van De Vijver ·
Van De Wiele ·
Van Roosbroeck ·
Van Sweevelt ·
Verlinden ·
Wayenberg · 
Willems ·
De Wolf (stagiair)
- Gemeinsame Normdatei: 1136629610
- Virtual International Authority File: 8312150033011011180000